# Paul Kimmage
Paul Kimmage (* 7. Mai 1962 in Dublin) ist ein irischer Autor, Journalist und ehemaliger professioneller Radrennfahrer.

## Familie
Kimmage wuchs in einer Radsportfamilie auf. Sein Vater Christy war 1962 irischer Meister im Straßenrennen. Seine Brüder Raphael und Kevin waren ebenfalls als Radrennfahrer erfolgreich: Raphael wurde 1984 Zweiter beim Rennen Rás Tailteann, welches Kevin 1991 gewann.

## Radsportkarriere
Als Amateur wurde Kimmage 1981 und 1984 irischer Straßenmeister und repräsentierte sein Land bei den Olympischen Sommerspielen 1984 in Los Angeles und wurde 27. Platz im Straßenrennen. Bei den Straßenweltmeisterschaften 1985 beendete er das Amateurrennen auf Platz sechs.
Nachdem er 1985 das Profirennen Bordeaux–Paris auf Platz neun beendete wurde er 1986 Mitglied des vom zweimaligen Tour-de-France-Sieger Bernard Thévenet geleiteten Radsportteams RMO. In dieser Zeit schrieb er kurze Artikel für irische Tageszeitungen, die sich bedingt durch die Erfolge seiner Landsleute Stephen Roche und Sean Kelly vermehrt für den Radsport interessierten.
Kimmage beendete die Tour de France 1986 auf Platz 131, nachdem er sich bei der siebten Etappe als Neunter platzierte. Er nahm auch an der Tour de France 1987 und 1989 teil, konnte diese Rundfahrten aber weder beenden noch wichtige Etappenplatzierungen erzielen.
Nach der Saison 1988 verließ Kimmage das RMO-Team und schloss sich für eine halbe Saison Fagor-MBK an, bei dem auch Stephen Roche fuhr, den er unter anderem bei dessen neuntem Rang im Giro d’Italia 1989 unterstützte. Er plante seine Karriere beim Nissan Classic am Saisonende zu beenden, nachdem Roche jedoch die Tour de France 1989 aufgeben musste, gab auch Kimmage auf und beendete seine Profikarriere.

## Autor und Journalist
Nach seiner Radsportkarriere schrieb Kimmage das Buch Rough Ride: An Insight into Pro Cycling, welches im Mai 1990 herausgegeben wurde. Er beschrieb seine Erfahrungen als Domestik und gab Hinweise zum Doping im Profiradsport. Kimmage räumte den gelegentlichen Gebrauch von Amphetaminen und Koffein bei Kriterien ein, bei denen es keine Dopingkontrollen gab. Er bestritt jedoch den Gebrauch wirksamerer und gefährlicher Mittel, welche nach seinen Schilderungen von anderen Fahrern systematisch eingesetzt wurden. Kimmage erhielt im Jahr 1990 für das Buch die Auszeichnung William Hill Sports Book of the Year.
Kimmage behauptete mehrfach, dass große Teile des US Postal Pro Cycling Teams, einschließlich George Hincapie und Lance Armstrong, Dopingmittel verwendeten. Er bezeichnete Armstrong als „Krebsgeschwür“ des Radsports. Die Konfrontation erreichte 2009 einen Höhepunkt an öffentlicher Aufmerksamkeit, als Kimmage Armstrong vor der Kalifornien-Rundfahrt über Doping befragte. Nachdem Armstrong von der Identität des Fragestellers erfahren hatte, antwortete Armstrong äußerst aggressiv, was über YouTube weltweite Verbreitung fand.
Im Januar 2011 veröffentlichte nyvelocity.com die Abschrift eines siebenstündigen Interviews, welches Kimmage im Herbst 2010 mit Floyd Landis führte. Landis räumte seine Beteiligung am Teamdoping des US Postal Teams ein, wo er als „Leutnant“ des „Kapitäns“ Armstrong galt.
Im Zusammenhang mit diesem Interview äußerte Kimmage in The Sunday Times und gegenüber der L’Équipe den Vorwurf, dass der Weltradsportverband Union Cycliste Internationale (UCI) korrupt sei und wurde hierauf Ende 2012 von der UCI, dem Präsidenten der UCI Pat McQuaid und seinem Vorgänger Hein Verbruggen vor einem Schweizer Gericht verklagt. Während die UCI in der Folge des Dopingfalls Armstrong ankündigte, eine Cycling Independent Reform Commission einzusetzen, die u. a. die diesbezügliche Rolle der UCI überprüfte und die Klage gegen Kimmage ruhend stellte, kündigte Kimmage seinerseits an, McQuaid und Verbruggen wegen Diffamierung zu verklagen. Seine Klage wurde jedoch 2013 von einem Schweizer Gericht zurückgewiesen. Nachdem im September 2013 Brian Cookson Pat McQuaid als UCI-Präsidenten ablöste, zog die UCI ihre Klage gegen Kimmage zurück, während Verbruggen – und vorübergehend auch McQuaid – das Verfahren im Januar 2014 wieder aufnahmen. Im Jahr 2016 wurde Kimmage zu einer Schadensersatzzahlung von 12.000 Schweizer Franken verurteilt.

## Werkliste
- A Rough Ride: Insight into Professional Cycling.
  - Deutsche Übersetzung von Andreas Beune: Raubeine rasiert. Bekenntnisse eines Domestiken. Covadonga, Bielefeld 2003, ISBN 978-3-936973-03-7.
- Tour de Farce. Tagebuch eines skandalösen Radrennens. Covadonga, Bielefeld 2006, ISBN 978-3-936973-27-3.
- Engage. The Fall and Rise of Matt Hampson. Simon & Schuster, UK 2011, ISBN 978-1-84737-270-3.